# Quito Fest
Quito Fest est un festival de musique organisé dans différents lieux de la ville de Quito, en Équateur, gratuit jusqu'en 2017. Le festival se concentre en plusieurs jours de concerts en plein air où se produisaient différents genres musicaux, tels que le rock, le hip-hop, le ska, le heavy metal, le metalcore, le punk rock, le reggae et d'autres encore.
L'histoire du QuitoFest commence en 2003, inspirée par l'expérience internationale du festival Rock al parque en Colombie et de l'événement local Pululahua, Rock from the Volcano en 1999, qui rassemble plusieurs groupes locaux et étrangers. La municipalité de Quito, en collaboration avec le ministère de l'éducation et de la culture de l'époque, lance le premier QuitoFest dans le parc La Carolina. Depuis 2005, le festival commence à se dérouler dans le parc Itchimbía, son lieu habituel, à l'exception de l'édition 2013 dans le parc Bicentenario, 2014 dans le stade Alejandro Serrano Aguilar à Cuenca et 2018 dans le parc de las Diversidades. 
La Fondation Música Joven était l'organisatrice de cet événement annuel, dont la dernière édition a lieu en 2018. Dans le contexte de la pandémie de Covid-19, une nouvelle édition du QuitoFest a été annoncée, sous un format virtuel et avec la présence de 12 groupes nationaux pour se tenir en décembre 2020. L'événement a lieu en janvier 2021.

## Éditions
La première édition du festival se fait au parc La Carolina, avec deux jours consécutifs, les 5 et 6 décembre 2003, et une participation de 8 000 spectateurs.
À partir de l'édition 2015, le festival retourne officiellement au parc Itchimbía, mais réduit son programme à une seule journée. Selon les porte-parole des organisateurs, environ 30 000 spectateurs y assistent.
La 14e édition du festival avait pour slogan Rock y Solidaridad et présentait une programmation entièrement nationale, avec plusieurs groupes invités de la province de Manabí, touchée par le séisme du 16 avril. L'événement faisait également partie du programme culturel du Verano de las Artes de Quito.
En 2017, pour la première fois depuis 2003, le festival n'est plus gratuit, étant organisé conjointement par la Fundación Música Joven et la société Global Shows. Il est reprogrammé pour deux dates, les 5 et 6 août 2017, et inclut les groupes emblématiques Sepultura, Barón Rojo et Café Tacvba dans son programme. Cependant, la réponse n'est pas celle attendue, réduisant la fréquentation du festival à 7 000 spectateurs. 
Après l'annulation du festival en 2019, et malgré la pandémie de Covid-19, la Fundación Música Joven annonce une édition virtuelle spéciale du QuitoFest, qui se tiendra les 26 et 27 décembre et sera diffusée en streaming sur YouTube, avant l'annonce de son report. Finalement, le festival est diffusé sur YouTube les 30 et 31 janvier 2021, avec le parrainage du ministère de la culture et du patrimoine de l'Équateur et de l'Institut pour la promotion de la créativité et de l'innovation. Il a également compté sur la participation internationale des groupes Nira C, De Bruces a Mí, Don Tetto, et Nomadic Massive.